# Головоломка про спадок з 17 тварин

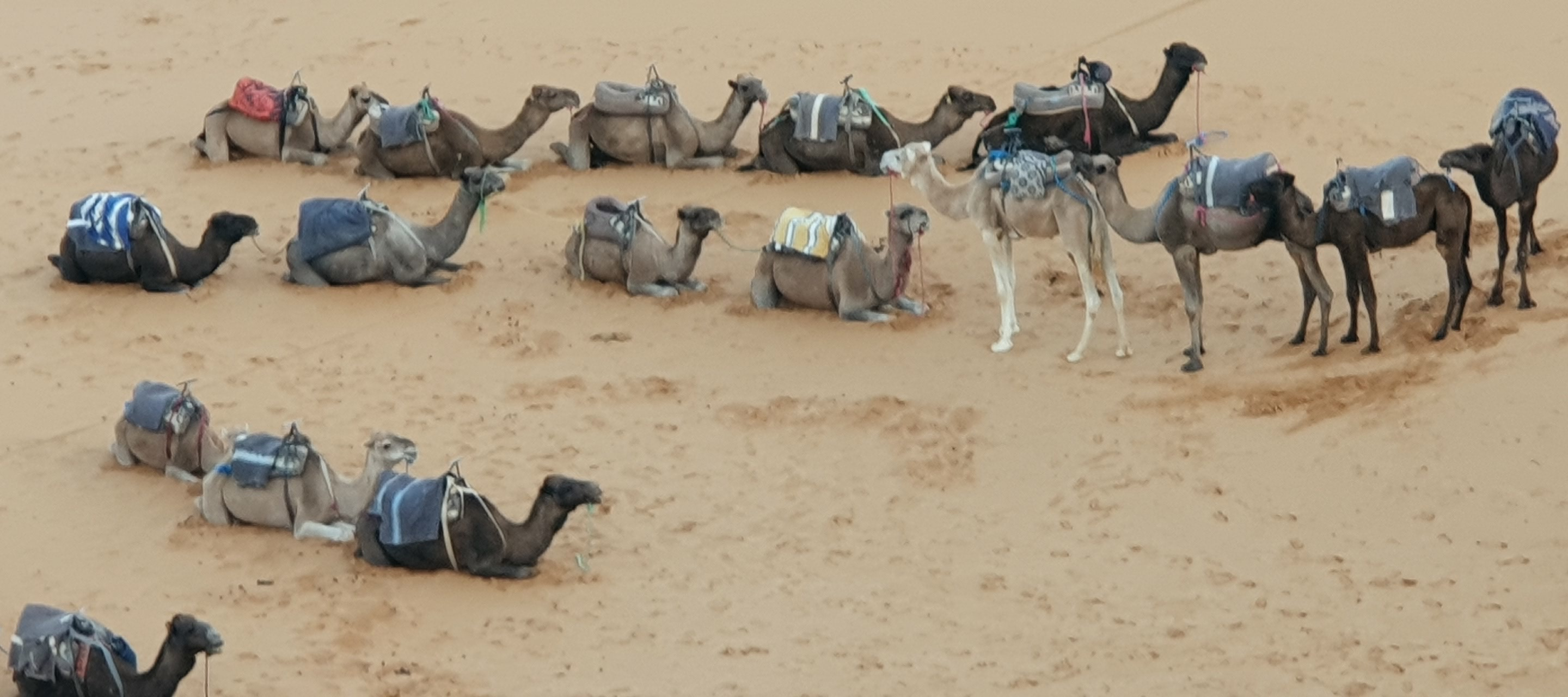
17 неподільних верблюдів

Головоломка про спадок із 17 тварин — це математична головоломка, яка передбачає нерівний, але справедливий розподіл неподільних благ, яка зазвичай виражається в термінах спадкування кількох великих тварин (17 верблюдів, 17 коней, 17 волів тощо), які мають бути розділені відповідно до заданого співвідношення між кількома вигодонабувачами.
Незважаючи на часте формулювання у вигляді головоломки, це радше байка про цікаве обчислення, ніж задача з чітким математичним розв'язком. Поза відновлювальною математикою та математичною освітою, ця історія повторюється як притча з різними метафоричними значеннями.
Хоча часто заявлялось про давнє походження головоломки, цього ніде не було задокументовано. Натомість головоломку можна простежити до праць Мулли Мухаммеда Махді Наракі, іранського філософа 18-го століття. Він увійшов у західну літературу з відновлювальної математики наприкінці 19 століття. Кілька математиків сформулювали різні узагальнення головоломки на числа, відмінні від 17.

## Виклад
Згідно з формулюванням головоломки, людина помирає, залишаючи своїм трьом синам 17 верблюдів (або інших тварин), які мають бути розділені в такому співвідношені: старший син повинен успадкувати 1⁄2 повинен успадкувати середній син 1⁄3, а молодший син повинен успадкувати 1⁄9. Як вони повинні розділити верблюдів, зауваживши, що лише цілий живий верблюд має цінність?

## Розв'язок
У звичайному розв'язку, щоб розв'язати головоломку, троє синів звертаються за допомогою до іншої людини, часто дяка, судді чи іншого місцевого чиновника. Цей чоловік розв'язує головоломку так: він позичає трьом синам власного верблюда, так що тепер наявно 18 верблюдів, які потрібно розділити. Залишається дев'ять верблюдів для старшого сина, шість верблюдів для середнього сина і два верблюди для молодшого сина відповідно до заданого співвідношення. Таким чином один верблюд залишається і суддя забирає його назад.
Деякі джерела вказують на додаткову особливість цього розв'язку: кожен син задоволений, тому що він отримує більше верблюдів, ніж його початково заявлений спадок. Старшому синові спочатку обіцяли тільки 8+1⁄2 верблюдів, але він отримує дев'ять; середньому синові обіцяли 5+2⁄3, але він отримує шість; а найменшому обіцяли 1+8⁄9, але він отримує двох.

## Узагальнення
Пол Стокмейєр, фахівець з інформатики, означив клас подібних головоломок для будь-якого числа {\displaystyle n} тварин, з властивістю, що {\displaystyle n} можна записати у вигляді суми різних дільників {\displaystyle d_{1},d_{2},\dots } для {\displaystyle n+1}. У такому разі вийде головоломка, в якій частки, на які треба розділити {\displaystyle n} тварин це {\displaystyle {\frac {d_{1}}{n+1}},{\frac {d_{2}}{n+1}},\dots .} А що числа {\displaystyle d_{i}} це дільники {\displaystyle n+1}, усі ці дроби спрощуються до часток одиниці. У поєднанні з часткою судді тварин, {\displaystyle 1/(n+1)}, вони створюють представлення числа один у єгипетському дробі.
Кількості верблюдів, які можна взяти за основу такої головоломки (тобто числа {\displaystyle n} які можна представити як суми різних дільників {\displaystyle n+1}) утворюють цілочисельну послідовність
С. Наранан, індійський фізик, шукає обмеженіший клас узагальнених головоломок, лише з трьома членами та з {\displaystyle n+1} рівному найменшому спільному кратному знаменників трьох часток одиниці, знаходячи лише сім можливих трійок дробів, які відповідають цим умовам.
Бразильські дослідники Марсіо Луїс Феррейра Насіменто та Луїс Барко узагальнюють проблему далі, як у варіанті з 35 верблюдами, до випадків, коли можна позичити більше ніж одного верблюда, а кількість повернутих може бути більшою, ніж кількість позичених.

## Дивись також
- Мавпа та кокоси[en], складніша головоломка із справедливим діленням
- Математика розподілу[en], загальні методи округлення дробових ділень до цілих чисел предметів .